# Le Thuit de l'Oison
Le Thuit de l'Oison is een gemeente in het Franse departement Eure (regio Normandië). De plaats maakt deel uit van het arrondissement Bernay. Le Thuit de l'Oison is op 1 januari 2016 ontstaan door de fusie van de gemeenten Le Thuit-Anger, Le Thuit-Signol en Le Thuit-Simer. De gemeente telde 3.801 inwoners op 1 januari 2022.

## Geografie
De oppervlakte van Le Thuit de l'Oison bedroeg op 1 januari 2022 15,58 vierkante kilometer; de bevolkingsdichtheid was toen 244 inwoners per km².

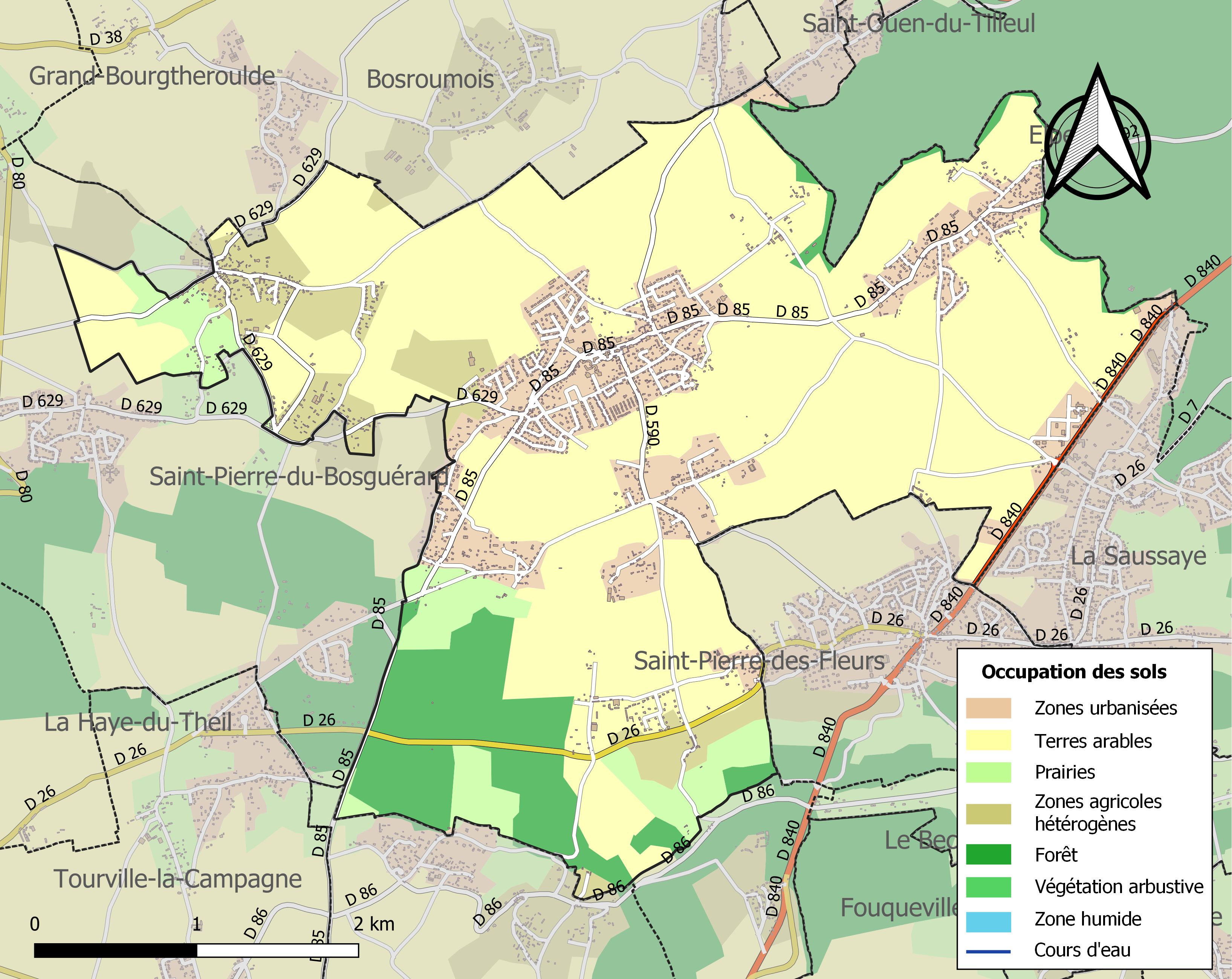
Kaart van de gemeente met belangrijkste infrastructuur, bodemgebruik en omliggende gemeenten